# Élections législatives lésothiennes de 2012
Les élections législatives lésothiennes de 2012 se sont déroulées le 26 mai 2012. Les deux tiers des 120 députés sont élus au scrutin majoritaire, les 40 autres à la proportionnelle.